# Back into Your System
Back into Your System — третий студийный альбом группы Saliva. Вышел в свет в 2002 году. Альбом достиг 19 места в Billboard 200, и получил статус золотого от RCAA. Первый сингл альбома «Always» занял 51 позицию в рейтинге Billboard Hot 100, и первое место в «Modern Rock Chart».

## Список композиций
1. «Superstar II» — 3:21
2. «Weight of the World» — 4:28
3. «Always» — 3:51
4. «Back into Your System» — 4:31
5. «All Because of You» — 4:42
6. «Raise Up» — 3:45
7. «Separated Self» — 4:01
8. «Rest in Pieces» — 3:46
9. «Storm» — 4:21
10. «Holdin On» — 4:21
11. «Pride» — 2:53
12. «Famous Monsters» — 4:43

Бонус-трек на Special Edition:
1. «Click Click Boom» — 4:11

Бонус видео на британском издании
1. «Your Disease»
2. «Click Click Boom»

## Участники записи
- Джоси Скотт (Josey Scott) — вокал, гитара, перкуссия
- Уэйн Суинни (Wayne Swinny) — гитара, бэк-вокал
- Крис Д’Абальдо (Chris D’Abaldo) — гитара, бэк-вокал
- Пол Кросби (Paul Crosby) — ударные
- Дэйв Новотни (Dave Novotny) — бас, бэк-вокал
- Боб Марлетт (Bob Marlette) — продюсер